# Ajat (gemeente)
Ajat is een gemeente in het Franse departement Dordogne (regio Nouvelle-Aquitaine) en telt 281 inwoners (1999). De plaats maakte deel uit van het arrondissement Périgueux. Na de aanpassing van de arrondissementsgrenzen vanaf 2017 door het arrest van 30 december 2016 behoort zij tot het arrondissement Sarlat-la-Canéda.

## Geografie
De oppervlakte van Ajat bedraagt 21,2 km², de bevolkingsdichtheid is 13,3 inwoners per km².

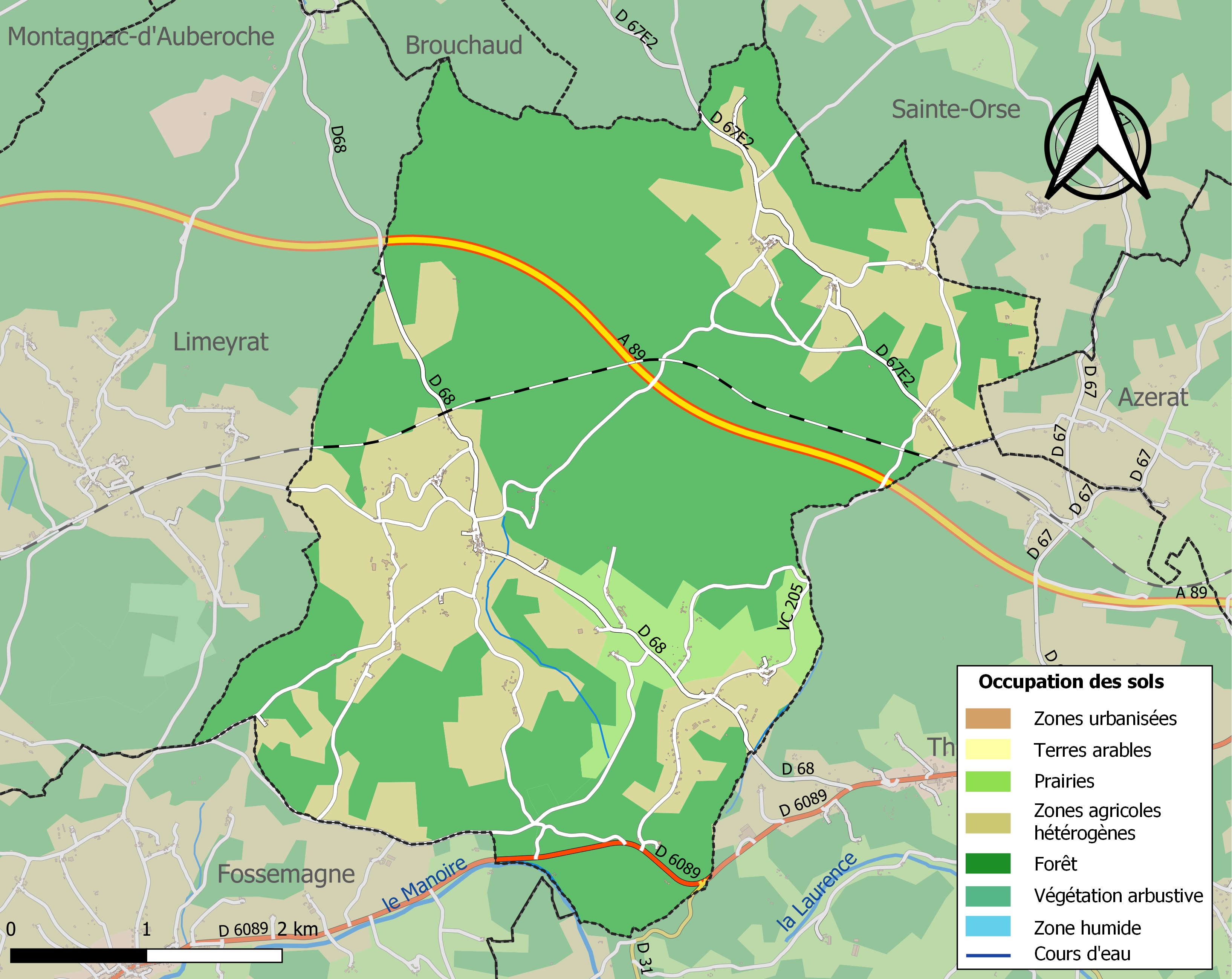
Kaart van de gemeente met de belangrijkste infrastructuur, bodemgebruik en omliggende gemeenten

## Demografie
Onderstaande figuur toont het verloop van het inwonertal (bron: INSEE-tellingen).

## Bekende inwoners
Suzanne Lacore, in 1936 een van de eerste vrouwelijke regeringsleden in Frankrijk, was tussen 1903 en 1930 onderwijzeres in Ajat. Ze woonde tot 1958 in het dorp.